# أنيسة داود
أنيسة داود (بالفرنسية: Anissa Daoud)‏ هي ممثلة تونسية، ولدت من أب تونسي وأم فرنسية إيطالية. تعيش بين مدينتي تونس (مدينة) وباريس.

## أعمالها

### السينما

#### التمثيل

##### الأفلامالطويلة
- هي وهو للمخرج إلياس بكار بدور هي، 2001.
- باب العرش للمخرج مختار العجيمي بدور العروس، 2004.
- عرس الذيب للمخرج الجيلاني السعدي، 2006.
- ثلاثون للمخرج فاضل الجزيري، 2008
- الليل الطويل للمخرج حاتم علي، 2009.
- ربيع تونس للمخرجة رجاء العماري، 2014.
- شبابك الجنة للمخرج فارس نعناع، 2015.
- غدوة حي للمخرج لطفي عاشور بدور زينب، 2016.
- على كف عفريت للمخرجة كوثر بن هنية بدور فايزة، 2017.

##### الأفلام القصيرة
- تونس...نتيجة قرن من الزمن للطيب جلولي، 1999.
- الألبوم لشيراز فرادي، 2010.
- السحب لنجوى سلامة الإمام، 2010.
- خليني نكمل لدرية عاشور بدور سنية، 2014.
- بو لولاد للطفي عاشور بدور سنية، 2014.
- الباقي من عمل الإنسان لدرية عاشور، 2016.

#### الأعمال التلفزية
- طلاق إنشاء لالمنصف ذويب بدور خطيبة شادي (ظهور خاص)، 2002.
- حتى أنت تعلم ذلك لجون غابرييل بيغز، 2008.
- فيلا الياسمين لفريد بوغدير، 2008.

#### الأفلام الوثائقية
- هاي! لا تنسو الكمون لهالة العبد الله يعقوب، 2008.
- فنانون في تونس لسيرج معطي، 2013.
- أربع أرواح لليليا بلايز وأمين بوفايد، 2014.

### الإخراج
- إمرأتنا في السياسة والمجتمع (فيلم وثائقي)، 2016.
- أفضل يوم على الإطلاق (فيلم خيالي) لخمس عشرة مخرج، 2018.
- البانو (فيلم خيالي قصير)، 2020.

### المسرح
تساهم بانتظام في أعمال شركة المسرح الفرنسية "الجد والسخرية مجهزان بالدوري".
ومن بين أعمالها مسرحية لديك خرفان جميلة، لماذا لا تتحدث عن الخرفان؟ لمحمد الجلاتي الفرنسية (بالفرنسية: ? Vous avez de si jolis moutons, pourquoi ne parlez vous pas des moutons)‏، وهو عرض شعر وسياسة وهزل عن العلاقات الإستعمارية والإستعمارية الجديدة، وعمل إبداعي عن فلسطين بعنوان "النكبة، بصدد الملاحظة".
في سنة 2013، وقعت مع جوهر الباسطي ولطفي عاشور إقتباسا لمسرحية ويليام شكسبير، مكبث : ليلى وبن - تاريخ دموي، والتي تم إنتاجها في لندن من أجل الأولمبياد الثقافي 2012 ومهرجان شكسبير العالمي.
- الحرب على قدم وساق لمحمد الجلاتي.
- زهرة صغيرة وقام بإخراجها للمسرح محمد الجلاتي.
- رحمان، تصميم الرقصات لكاري كمال كاري وقام بإخراجها للمسرح إلياس بكار.
- هناك المزيد وقام بإخراجها للمسرح محمد الجلاتي.
- لديك خرفان جميلة، لماذا لا تتحدث عن الخرفان؟ لمحمد الجلاتي.
- النكبة، بصدد الملاحظة، وقام بإخراجها مسرحيا محمد الجلاتي.
- حب ستوري للطفي عاشور (ممثلة وكاتبة مسرحية مشاركة مع عاشور).
- روميو وجوليت لويليام شكبير وقام بإخراجها مسرحيا ألكسندر زالدين.
- الدم يجبد للطفي عاشور (ممثلة وكاتبة مسرحية مشاركة مع عاشور والباسطي).
- أنا لازلت على قيد الحياة لجاك آلير.

## الجوائز
- جائزة أفضل ممثلة في مهرجان طريفة للسينما الإفريقية عن فيلم عرس الذيب للجيلاني السعدي.
- جائزة أفضل ممثلة في مهرجان الإسكندرية السينمائي الدولي عن فيلم عرس الذيب.
- جائزة أفضل ممثلة في مهرجان مسقط السينمائي الدولي عن فيلم عرس الذيب.
- جائزة أفضل ممثلة في مهرجان ديربان السينمائي الدولي عن فيلم الربيع التونسي.
- جائزة أفضل ممثلة في ملتقى مخرجي الأفلام عن فيلم شبابك الجنة.
- جائزة هايدي سمامة شيكلي لأفضل أداء نسائي في أيام قرطاج السينمائية عن فيلم غدوة حي.
- جائزة أفضل ممثلة في مهرجان مالمو للسينما العربية (فيلم إنجليزي) عن فيلم غدوة حي.
- جائزة أفضل ممثلة مساعدة في مهرجان الفيلم التونسي عن فيلم على كف عفريت.

## وصلات خارجية
- (بالفرنسية) مدونة أنيسة داود.